# Exenterus nigrifrons
Exenterus nigrifrons är en stekelart som beskrevs av Sievert Allen Rohwer 1920. Exenterus nigrifrons ingår i släktet Exenterus och familjen brokparasitsteklar. Inga underarter finns listade i Catalogue of Life.